# Кукушка (Челябінська область)
Кукушка (рос. Кукушка) — село у Пластовському районі Челябінської області Російської Федерації.
Входить до складу муніципального утворення Демаринське сільське поселення. Населення становить 110 осіб (2010).

## Історія
Від 2004 року належить до Пластовського району Челябінської області.
Згідно із законом від 13 вересня 2004 року органом місцевого самоврядування є Демаринське сільське поселення.

## Населення
| 2002 | 2010 |
| ---- | ---- |
| 136  | ↘110 |